# Kartal (Pest)
Pour les articles homonymes, voir Kartal.
Kartal est un village et une commune du comitat de Pest en Hongrie.